# Шуамта (Абхазия)
Шуамта (груз. შუამთა) или Самаа (абх. Самаа) — село в Абхазии, в Гулрыпшском районе частично признанной Республики Абхазия, согласно административному делению Грузии — в Гульрипшском муниципалитете Абхазской Автономной Республики.

## Население
В 1959 году в селе Шуамта жило 225 человек, в основном грузины (в Амткельском сельсовете в целом — 2245 человек, в основном армяне, кроме преимущественно грузинских сёл Када, Шуамта и Цацхвиари). В 1989 году в селе жило 175 человек, в основном грузины.